# Harheim

L'arrondissement (en rouge) au sein de la ville de Francfort-sur-le-Main

Francfort-Harheim (en allemand : Frankfurt-Harheim) est un arrondissement de Francfort-sur-le-Main.
Il se compose du quartier (Stadtteil) éponyme.